# Sigge Fürst
Sigge Fürst (eigentlich Sigurd Fürst, Aussprache [ˌsigːə ˈfyʂːʈ], * 3. November 1905 in Stockholm; † 11. Juni 1984 ebenda) war ein schwedischer Schauspieler und Sänger. Er war Moderator im schwedischen Fernsehen und spielte oft auf verschiedenen Theaterbühnen des Landes.
Fürst war anfänglich Polizist und spielte auch in mehreren Filmen einen Polizisten. Seine künstlerische Laufbahn begann er 1931 am Oscartheater in Stockholm. Danach spielte er in derselben Stadt am Folkets Hus und auf Freilichtbühnen des ganzen Landes. Fürst war ein angesehener Sänger, der mehrere Grammophonplatten einspielte, darunter Samling vid pumpen, Stadsbudsvisan und Vi har skjutit en gök.
In den 1940er Jahren war er bei verschiedenen Privattheatern Stockholms angestellt. Anfang der 1960er Jahre holte ihn Ingmar Bergman ans Königlich Dramatische Theater. Dort spielte er Charakterrollen wie Puntila in Bertolt Brechts Herr Puntila und sein Knecht Matti. Zwischenzeitlich gab Fürst Gastspiele im Oscartheater. Neben seiner Tätigkeit beim Fernsehen hatte er unzählige Haupt- und Nebenrollen in schwedischen Kinofilmen. Auch seine Ehefrau Ingrid Wallin sowie zwei seiner drei Kinder waren zeitweise in der Filmbranche tätig.

## Filmografie (Auswahl)
- 1931: Vater und Sohn (Markurells i Wadköping)
- 1939: Hochzeit auf Befehl (Hennes lilla majestät)
- 1943: Nils als Meisterdetektiv (Det spökar – det spökar!)
- 1946: So ein Pechvogel! (Pengar – en tragikomisk saga)
- 1947: Meisterdetektiv Kalle Blomquist (Mästerdetektiven Blomkvist)
- 1949: Pippi Langstrumpf (Pippi Långstrump)
- 1953: Kalle Blomquist lebt gefährlich (Mästerdetektiven och Rasmus)
- 1953: Reise zu Dir (Resan till dej )
- 1953: Die Zeit mit Monika (Sommaren med Monika)
- 1954: Der Herr von Tjurö (Storm över Tjurö)
- 1954: Lektion in Liebe (En lektion i kärlek)
- 1955: Das Lächeln einer Sommernacht (Sommarnattens leende)
- 1955: Sommernächte in Schweden (Ute blåser sommarvind)
- 1957: Kalle Blomquist – sein schwerster Fall (Mästerdetektiven lever farligt)
- 1958: Der Supermann der Marine (Flottans överman)
- 1959: Frau nach Wunsch (Den kära leken)
- 1960: Mord in Studio 9 (Tärningen är kastad)
- 1961: Die Brigg 'Drei Lilien' (Briggen Tre Liljor )
- 1968: Schande (Skammen)
- 1969: Passion (En passion)
- 1974: Någonstans i Sverige (Fernsehserie, 1 Folge)
- 1979: Trolltider (Fernsehserie, 3 Folgen)
- 1981: SOPOR